# Fønss
Præste- og embedsmandsslægten Fønss, af hvilken to grene er adlede  føres tilbage til gårdejer i Ølgod Peder Lauridsen Fønss (død 1726), hvis sønner var kancelliråd Hans Fønss (død 1791) til Løvenholm og sognepræst i Ude og Oppe Sundby Peder Pedersen Fønss (1725-1809). Af disse var kancelliråden fader til overkrigs- og landkommissær Frederik Jørgen Fønss (1760-1798) — hvis sønner, justitsråd Hans Jørgen Ring Fønss (1792-1859), kammerherre Niels Basse Fønss (1793-1858) til Hindsgavl og kammerherre Johan Philip Rogert Fønss (1796-1882) til Søbysøgård adledes 1804 — og til kammerherre, amtmand Peter Severin Fønss (1764-1824) til Løvenholm, der 1801 optoges i adelsstanden. Niels Basse Fønss oprettede i 1815 Stamhuset Hindsgavl, som gik videre til hans søn, kammerherre og hofjægermester Niels Basse Fønss (1827-1907), hvis søn, hofjægermester Frederik Niels Basse Fønss (1862-1922) afviklede stamhuset. Johan Philip Rogert Fønss var fader til premierløjtnant Waldemar Fønss (1829-1850), som faldt under Treårskrigen.
Ovennævnte sognepræst Peder Pedersen Fønss (1725-1809) var bedstefader til sognepræst i Vejlby Holger Lorentz Basse Fønss (1807-1894), der var fader til digter Otto Carl Christian Fønss (1853-1922), til sognepræst i Melby Hans Peter Fønss (1840-1880) — hvis søn var universitetsinspektør Povel Viggo Fønss (1878-1959) — og til skolebestyrer, organist i Aarhus Vilhelm Lars Clemens Fønss (1849-1918), hvis sønner var filmsskuespilleren Olaf Holger Axel Fønss (1882-1949), operasanger Johannes Fønss (1884-1964) og skuespilleren, operasanger Aage Fønss (1887-1976). Johannes Fønss og og skuespillerinde Dagmar Elisabeth Halling Halberg (1884-1976) var forældre til Mimmi "Mime" Fønss (1911-1994).
Erhvervskvinden Lone Fønss Schrøder (født 1960) findes i slægten.
Tilbagetrukket stemmeskuespiller Kasper Fønss Stilling findes også i slægten.